# São Vicente (Chaves)
São Vicente, oficialmente São Vicente da Raia, es una freguesia portuguesa del concelho de Chaves, en el distrito de Vila Real, con 31,05 km² de superficie y 227 habitantes (2011) repartidos en cuatro núcleos de población: el que da nombre a la freguesia, Aveleda, Orjais y Segirei. Su densidad de población es de 7,3 hab/km².
Situada en el extremo nororiental del concelho de Chaves, a 27 km de la ciudad y haciendo frontera al norte con Galicia y al este con el concelho de Vinhais, São Vicente es la freguesia más extensa del municipio y también la más distante de su capital. Se asienta sobre un terreno pizarroso en la vertiente oriental de la sierra de Mairos, a una altitud entre 500 y 800 metros sobre el nivel del mar.
Aunque el origen de la freguesia se remonta a la repoblación efectuada en el siglo IX por el conde-obispo de Braga Odoario, la situación periférica, la pobreza del terreno y la desaparición de las actividades económicas ligadas a la frontera con la apertura de esta han determinado que São Vicente sufra en las últimas décadas un intenso proceso de despoblación y envejecimiento, desde los 675 habitantes que tenía en el censo de 1981. Su actividad económica se limita hoy a una agricultura prácticamente de subsistencia.
En el patrimonio histórico-artístico de la freguesia destacan la iglesia matriz barroca, de líneas sencillas y campanario de estilo galaico-transmontano y la capilla del Rosario, con galería porticada.